# M-506 (Spanje)

De M-506

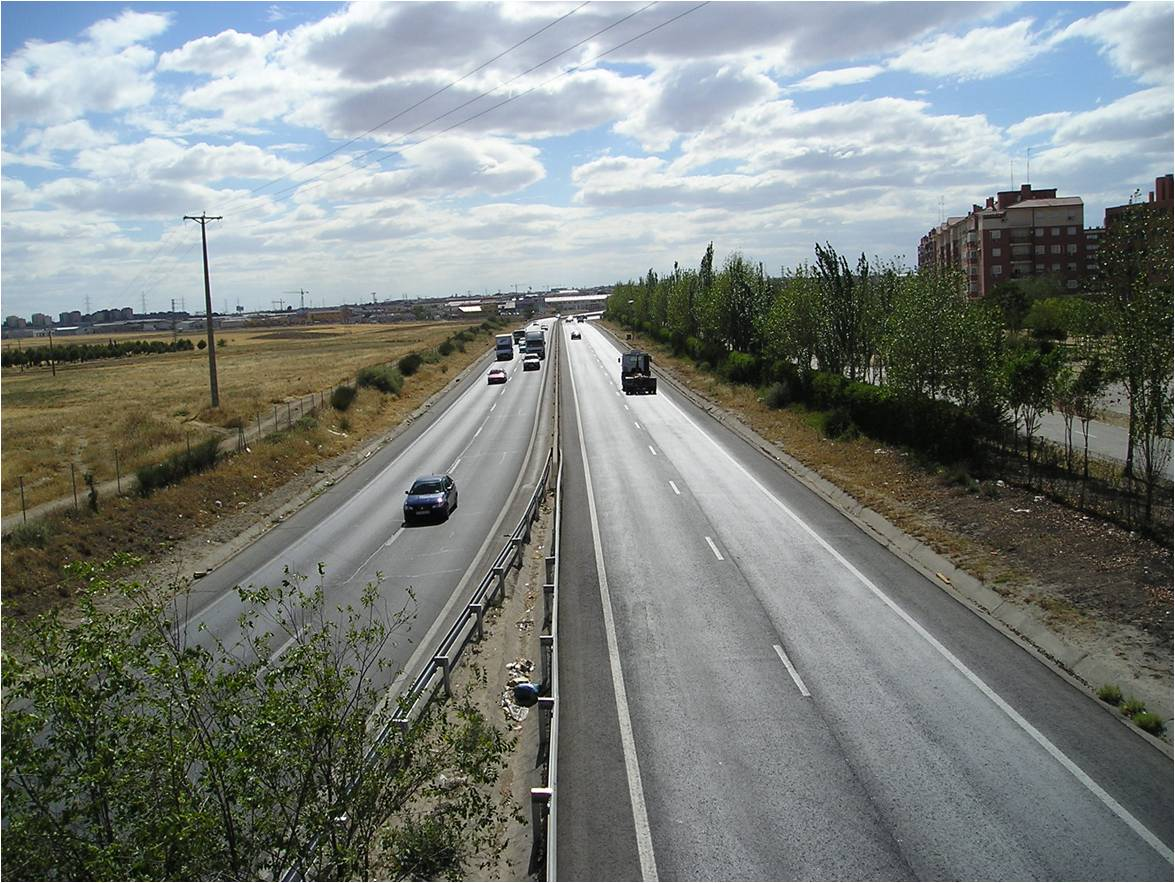
De M-506

De M-506 of Autovía Villaviciosa de Odón-San Martín de la Vega  is een autovía in Madrid met een lengte van 38,3 kilometer. De snelweg verbindt de M-501 in Villaviciosa de Odón met de A-3 in Arganda del Rey.